# Gnophos anthina
Gnophos anthina är en fjärilsart som beskrevs av Eugen Wehrli 1953. Gnophos anthina ingår i släktet Gnophos och familjen mätare. Inga underarter finns listade i Catalogue of Life.